# Moses Hansen
Moses Mogens Zorba Hansen (født som Mogens Hansen 17. juni 1941 i Radsted Sogn i Sakskøbing Kommune) er en kristen samfundsdebattør, som blev kendt i begyndelsen af 1990'erne.
Hansen har flere gange lejet stande på sexmesser for at prædike mod pornoens fordærv. I offentligheden ses han ofte trækkende rundt på et tre meter højt trækors på hjul. I 2002 planlagde han og Faderhuset en korstogsvandring mod islam i flere dage på Nørrebro i København. Projektet blev mødt med modstand og måtte gennemføres under politibeskyttelse.
I 2003 optrådte Hansen i TvDanmarks reality-tv-show Big Brother V.I.P. Her betroede han en deltager, at han som 16-årig var involveret i et seksuelt forhold til en otteårig dreng, at han som voksen havde kastet sin nyfødte datter ind i væggen i frustration over, at hun ikke ville holde op med at græde, og at han havde kastet en kniv efter sin kone. De øvrige deltagere følte sig utrygge ved ham, og han blev bortvist, før optagelserne var afsluttet.
I 2009 grundlagde Hansen den kirkelige organisation Pottemagerens Hus i Holsted,
men blev i juli 2017 smidt ud af organisationens bestyrelse som følge af afsløringer om utroskab.

## TV 2: Guds bedste børn
Fra d. 2. til d. 16. januar 2019 bragte TV2 en dokumentarserie ved navn Guds Bedste Børn. Dokumentarserien er produceret af Dokumentarkompagniet. Klip med Christian Hedegaard blev vist i forbindelse med behandlingen af emnet dæmonuddrivelse og andre radikale, danske forkyndere som Ruth Evensen, Christian Laursen, Torben Søndergaard og Moses Hansen. Dokumentarens mål var at give et "unikt indblik i en radikal kristen verden, hvor små børn tror de har satans dæmoner inden i sig. En verden hvor alvorligt syge overbevises om at de kan blive helbredt ved bøn. Og en verden hvor prædikanter misbruger deres magt både psykisk og i flere tilfælde seksuelt - uden myndighederne er i stand til at stoppe dem." Det blev dokumenteret, at Moses Hansen, mens han var gift, havde haft adskillige seksuelle forhold til kvindelige følgere. Moses Hansens udtalte i den forbindelse, at han erkendte og ikke undskyldte sine handliger, men havde bedt om tilgivelse for dem.